# 亞美尼亞裔緬甸人
亞美尼亞人最早1612年抵達缅甸，当时他们主要住在德林達依并经营商店。

## 歷史
亞美尼亞人十七世纪被大規模逐出伊朗，十八世纪來到南亞。
在贡榜王朝时期，亞美尼亞裔商人曾被緬甸國王受聘為官员，主管海關與外交业务。其中有一些人住在首都阿玛拉普拉:83。